# Sabattus (Maine, statisztikai település)
Sabattus statisztikai település az Amerikai Egyesült Államok Maine államában, Androscoggin megyében. Lakosainak száma 787 fő (2020. április 1.).

## Népesség
A település népességének változása:

| 2020 | 787 |